# Liste thrakischer Städte und Inseln
Strabon berichtete, dass bria in thrakischen Ortsnamen Stadt bedeutet. Dies ist eine Liste antiker und moderner Ortsbezeichnungen, auch Fundorte von Ruinen in der Nähe heutiger Städte und Orte, sowie Flurnamen im gesamten historisch von Thrakern besiedelten Gebiet, also Teilen der heutigen Staaten Serbien, Mazedonien, Rumänien, Bulgarien, Griechenland, der Türkei und anderen.
- Abdera (ionische Gründung am Hellespont, eventuell thrakischen Ursprungs, siehe auch Abderos)
- Aenos (altgriechisch auch Poltyobria)[1]
- Agighiol (Adzigiol), Ort bei Tulcea, Rumänien
- Aigai (Vergina)
- Aigos Potamoi auf der Halbinsel Gelibolu am Hellespont
- Alexandrowo,  bulgarisches Dorf bei Lowetsch am nördlichen Abhang des Balkangebirges, Fundstelle eines reichen Fürstengrabes.
- Amikos (Beykoz), alter thrakischer Ort, heute Stadtteil von Istanbul
- Apollonia Pontica, miletische Kolonie an der thrakischen Schwarzmeerküste, heute Sosopol
- Aproi (Aprus, Apri), bei Tekirdağ nahe Malkara, auch römische Stadt
- Athos, Berg und Halbinsel auf Chalkidiki
- Athyra (Büyükçekmece) (byzantinische Gründung?)
- Axios (Vardar), Fluss in Makedonien und Thrakien (siehe auch: Axios (Gemeindebezirk))
- Bergula, Arcadiopolis (Lüleburgaz)
- Beroe (Stara Sagora)
- Bisanthe (Rhaedestos, Rodosto, Tekirdağ), kleiner thrakischer Hafen am Marmarameer
- Bizye, Bizya (Vize (Türkei)) nahe Istanbul
- Brysis (Pınarhisar), zwischen Edirne und İstanbul, nahe Bizya (Vize)
- Byzantion (Byzanz, Konstantinopel, Istanbul) griechische Kolonie am Bosporus
- Callipolis (Gallipoli, Gelibolu, Kallipoli), auf der Halbinsel Gelibolu
- Castrum Aegyssus (Tulcea), ursprünglich dakische Siedlung in Rumänien (Hora-Tepé)
- Cenopurio
- Chalkidiki, Chalkidike (Chalcidice), von Thrakern besiedelte Halbinsel südöstlich von Thessaloniki, dann Kolonie von Chalkis
- Datos ursprünglich Bezeichnung des Küstenstreifens zwischen Pangaion und Strymon, später die 362 v. Chr. von Thasos aus gegründete Kolonie Krenides, 358 v. Chr. von Philipp II. Philippi benannt
- Doriskos (Trainopolis) bei Ferai, thrakische Stadt (Demosthenes, Herodot, Xerxes I.) und Ebene westlich der Mariza-Mündung.
- Debeltus (Deultum, Develtum, Debeltum, Colonia Flavia Deultemsium), siehe Burgas in Bulgarien
- Dikaia, (Dicaea) griechische Kolonie zwischen Abdera und Maroneia
- Dionysopolis griechische Siedlung an der thrakischen Schwarzmeerküste, Dobrudscha, Bulgarien
- Drongilion, thrakische Stadt (Demosthenes), Lage unbekannt
- Druzipara, bei Lüleburgaz
- Dyme, thrakische oder griechische Gründung des Attischen Seebundes
- Eion älterer Name des Strymon, und griechische Kolonie an der Mündung, Hafen von Amphipolis
- Elaious, Elaius am Hellespont, alte thrakische oder griechische Gründung
- Eordea Gebiet in Südwestmakedonien
- Ergines, Agrianes (Ergene) Fluss in Thrakien
- Eumolpia, Philippopolis (Plowdiw, Pulpudeva, Thrimonzium) Hauptstadt der römischen Provinz Thrakien
- Galypsos, Stadtgründung der Thasier in der 2. Hälfte des 7. Jahrhunderts v. Chr.
- Herakleia Sintike (lateinisch Heraclea Sintica), vermeintliche Gründung Philipp II. (Makedonien)
- Heraion, Ruine zwischen Tekirdağ und Marmara Ereğlisi
- Ismaros (Ismaron, Maroneia), vermutlich bei Maronia, nahe Komotini in Griechenland, Gebiet der Kikkonen, in der Nähe der See Ismarida
- Istria, die griechische Kolonie Histria an der Mündung der Donau (Istros)
- Kabyle, thrakische Stadt in der Nähe des heutigen Jambol, Südwestbulgarien bei Tausan Tepe
- Kalopothakes
- Kallatis, griechische Kolonie an der thrakischen Schwarzmeerküste, heute Dobrudscha Rumänien.
- Krenides (heute Dorf Krinides), Stadt und Gegend an der thrakisch-makedonischen Grenze, thasische Gründung, alter Name für Philippi
- Kypasis, Ruinenstätte bei Keşan
- Kypsela, (İpsala), thrakische Stadt an der Hebros-Mündung
- Kyzikos, miletische Kolonie am südlichen Ufer des Marmarameeres, seit dem 5. Jahrhundert wichtige Rolle für den thrakischen Handel. Münzen von Kyzikos sind weit verbreitet.
- Lampsakos, griechische Kolonie an der kleinasiatischen Küste der Dardanellen. Handelskonkurrenz zum thrakischen Chersones.
- Leibethra (Libethra), makedonische Siedlung am Fuße des Olymp, Dionysosheiligtum, mythisches Grab des Orpheus
- Limnos, Lemnos, ursprünglich thrakisch besiedelte Insel in der nördlichen Ägäis
- Lete, griechische Kolonie auf Chalkidiki
- Lysimacheia (Thrakien) (Agora, Kardia, Cardia), Ruinenstätte bei Keşan am Zugang zur Halbinsel Gelibolu, einst unter Lysimachos Hauptstadt
- Magnisia, Magnesia, Antike Siedlung und Halbinsel in Thessalien nördlich Euböa
- Madytos (Eceabat) lateinisch Madytus, Erzbistum), auf der Halbinsel Gelibolu am Hellespont gegenüber Abydos
- Malkara (persisch Malgara), alte thrakisch-griechische Gründung
- Maroneia, vermutlich das Homerische Ismaros
- Matrai
- Mesembria (griechisch Menabria oder altgriechisch Menebria,[1] bulgarisch Nessebar), sehr alte thrakische Stadt am Schwarzen Meer
- Mesembria,[1] thrakische Stadt an der Südküste Thrakiens (nördliche Ägäisküste
- Navlohos (bulgarisch Obsor, lateinisch Templum Iovis), an der bulgarischen Schwarzmeerküste mit einstigem Jupitertempel
- Neapolis (Kavala), in Thrakien/Makedonien, Stadtgründung der Thasier im 7. Jahrhundert v. Chr.
- Neapolis, griechische Kolonie auf Chalkidiki
- Nicopolis, am Nestros, Nicopolis ad Istrum (Nicopolis an der Donau – heute Dorf Nikjup (bulgarisch: Никюп) – Bulgarien)
- Odessos (Warna, Varna)
- Odrysai, Hadrianopolis (Edirne, Odrin)
- Oescus (Gigen), in Moesien, nach Ptolemaios  Oiskoston Triballon, der thrakische Triballer
- Oisyme, Stadtgründung der Thasier im 7. Jahrhundert v. Chr.
- Olynthos, Olynth, alte thrakische Siedlung auf Chalkidiki, vom thrakischen Stamm der Bottiaier im 7. Jahrhundert v. Chr. gegründet
- Onokarsis, Residenz des thrakischen Königs Kotys, Lage unbekannt
- Pactya, (Paktye), bei Şarköy am Isthmos von Chersonesos (zwischen Paktye und Cardia lag die Mauer des Miltiades)
- Pavlov (Türkei) (Pehlivanköy)
- Perinthos (Herakleia, Heraclia, Marmara Ereğlisi), Küstensiedlung am Marmarameer
- Perperikon
- Peuke, Insel im Donaudelta
- Plotinopolis, antike Siedlung bei Dimetoka am Hebros
- Poibrene, viele kleine dicht aneinander liegende Siedlungen bei Panaguriste am Ibr (Topolnica)
- Poltimriba (Ainos, Aenos, Enez), Ruinenstätte bei Keşan an der Hevros-Mündung (griechische Siedlung in Thrakien)
- Rhegium
- Rhusion
- Salmydessos (Kıyıköy), Königsstadt der Thynen an der Schwarzmeerküste
- Samothrake, Thrakisches Samos, Insel in der Nordägäis
- Sarmizegetusa Regia, dakische Hauptstadt, von König Burebista gegründet
- Selymbria (griechisch Silivria oder altgriechisch Selybria[1]), Hafenstadt an der Nordküste des Marmarameer
- Serdica (Sofia), Siedlung des thrakischen Stammes der Serden (Serdi, Sardi)
- Sestos, antike Stadt auf dem Chersonesos
- Seuthopolis alte thrakische Stadt, von Seuthes III. gegründet
- Sosopolis (Sosopol, Apollonia pontica), Miletische Gründung an Schwarzmeerküste nahe Hämus (Balkangebirge)
- Stryme, Stadtgründung der Thasier in der 2. Hälfte des 7. Jahrhunderts v. Chr., Gebiet der Kikkonen
- Syrakelai, Ruinenstätte bei Malkara
- Teichos (Heraion), zwischen Bisanthe und Perinthos nahe Gallipolli am Marmarameer, Residenz der Odrysenkönige
- Thasische Peraia, ursprünglich von Thrakern besiedelt, im 7. Jahrhundert v. Chr. von Pariern kolonisiert
- Thasos, ursprünglich von Thrakern besiedelt, im 7. Jahrhundert v. Chr. von Pariern kolonisiert
- Therme, alte thrakische Siedlung am Thermaischen Golf in Makedonien, an der Stelle von Thessaloniki
- Thynia, İğneada, Stadt der Thynen
- Vergina (Aigai) bedeutende Ausgrabungsstätte in Südmakedonien, vermutlich identisch mit der antiken Stadt Aigai, die bis 410 v. Chr. Hauptstadt des Königreichs Makedonien war
- Wraza, bulgarische Stadt am Fuße des westlichen Balkangebirges. Im Siedlungshügel (Mogilanska Mogila) in der Mitte der Stadt wurde ein reiches Fürstengrab gefunden.
- Zesutera, bei Kermeyanköy und Malkara
- Zirmai, antike Siedlung am Ergines nahe der Mündung in den Hebros